# Большие Князиковцы
Большие Князиковцы (бел. Вялі́кія Князіко́ўцы) — деревня в Липнишковском сельсовете Ивьевского района Гродненской области Белоруссии.
Население — 268 человек (1999).

## География
Деревня расположена в 6 км к юго-западу от центра сельсовета Липнишки и в 14 км к северо-западу от города Ивье. Деревня стоит на реке Жижма, притоке Гавьи.  В деревне есть ж/д станция на ветке Молодечно — Лида.

## История

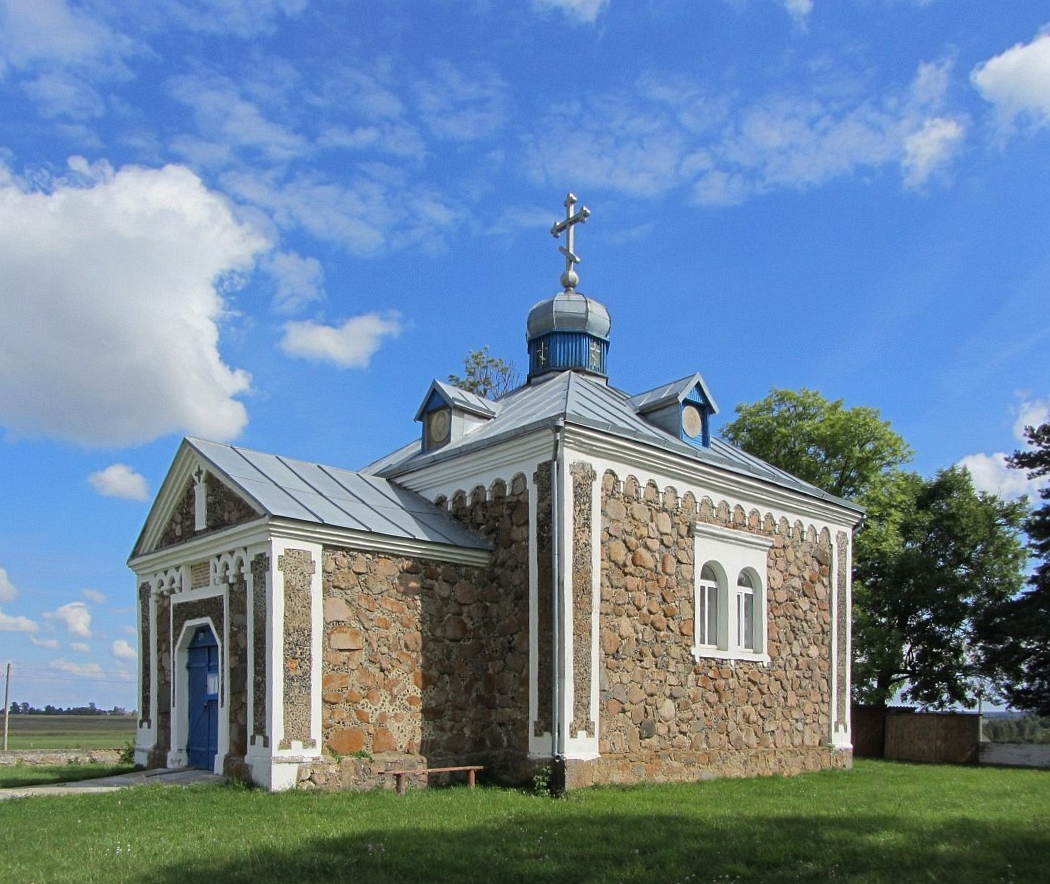
Православная Покровская церковь

Согласно административно-территориальной реформе середины XVI века поселение вошло в состав Ошмянского повета Виленского воеводства. Принадлежало семейству Пацов.
В результате третьего раздела Речи Посполитой (1795) деревня оказались в составе Российской империи, в Ошмянском уезде. В 1860—1870 годах в деревне построена православная Покровская церковь. В конце XIX века имение перестало существовать. Помещичьи земли были распроданы крестьянам. В начале XX века через деревню проложена железная дорога Молодечно — Лида.
С 1905 года — деревня в составе Лидской волости Лидского уезда Виленской губернии. В 1909 году насчитывали 84 двора, 561 жителя.
После Советско-польской войны Большие Князиковцы оказались в составе межвоенной Польской Республики, где были в составе Лидского повета Новогрудского воеводства. В 1921 году здесь жило 357 человек.
В 1939 году вошли в состав БССР, где стали центром сельсовета, в 1960 году включены в состав Липнишковского сельсовета. В 1970 году насчитывали 370 жителей, в 1999 году 268 жителей и 118 дворов.

## Достопримечательности
- Покровская церковь, 1870 год.

## Галерея

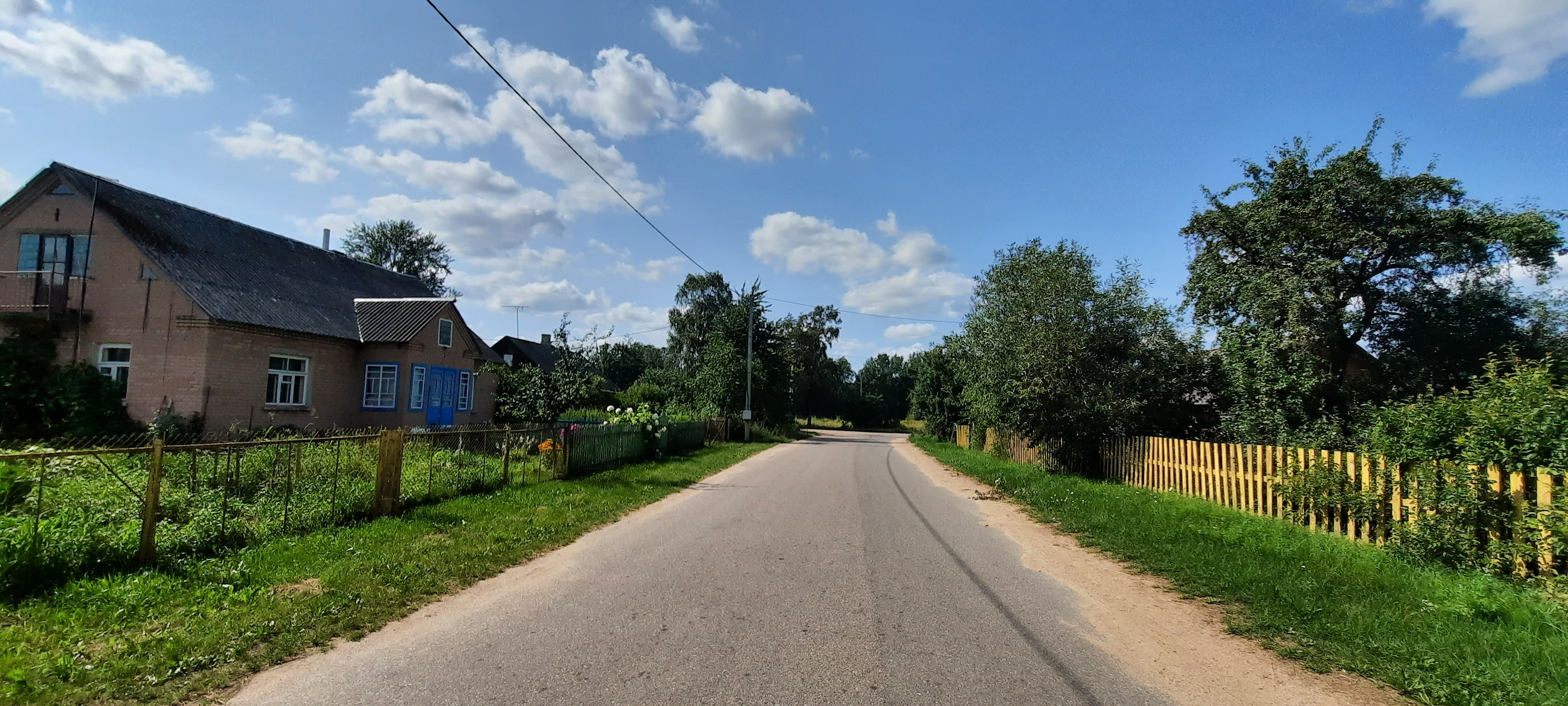
Панорама
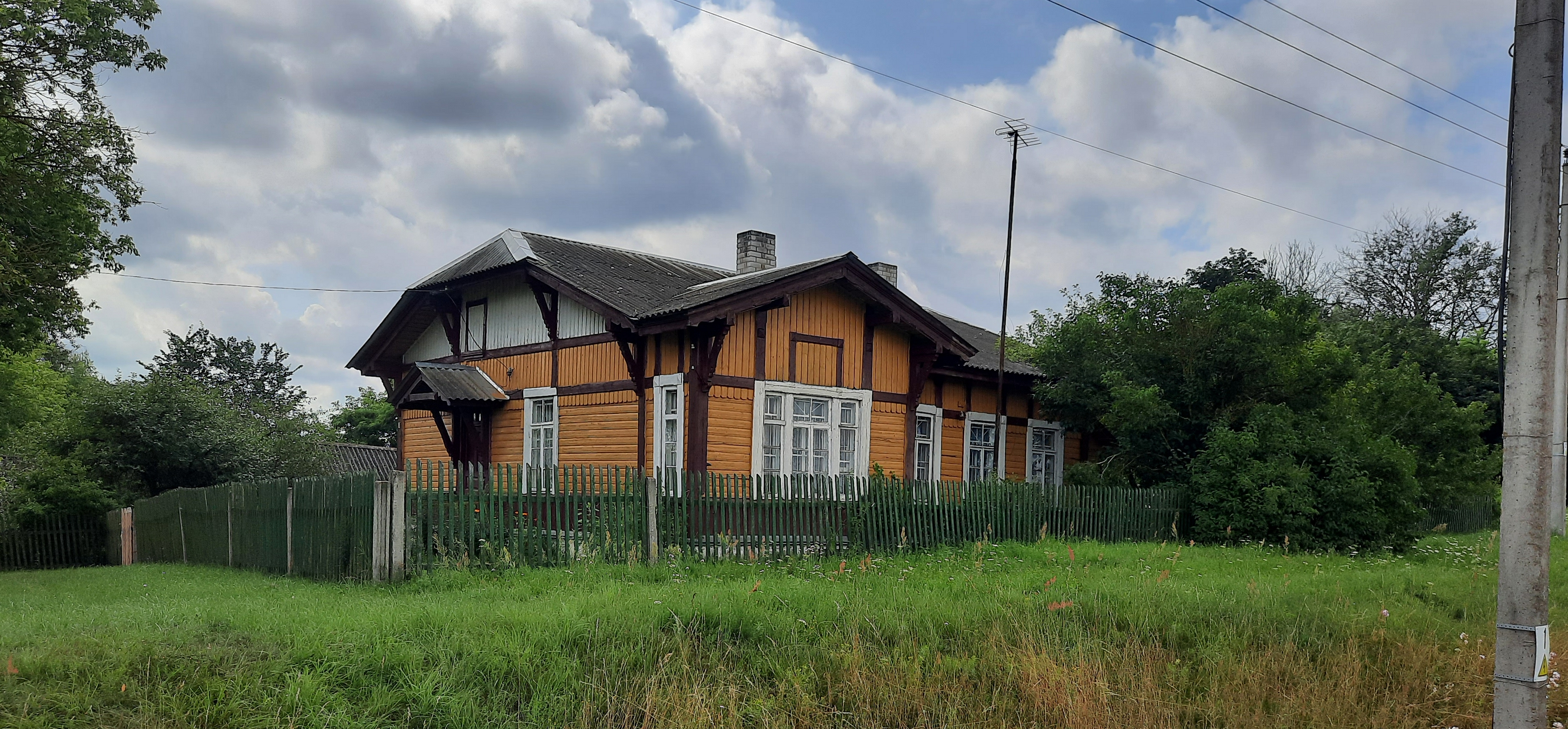
Панорама
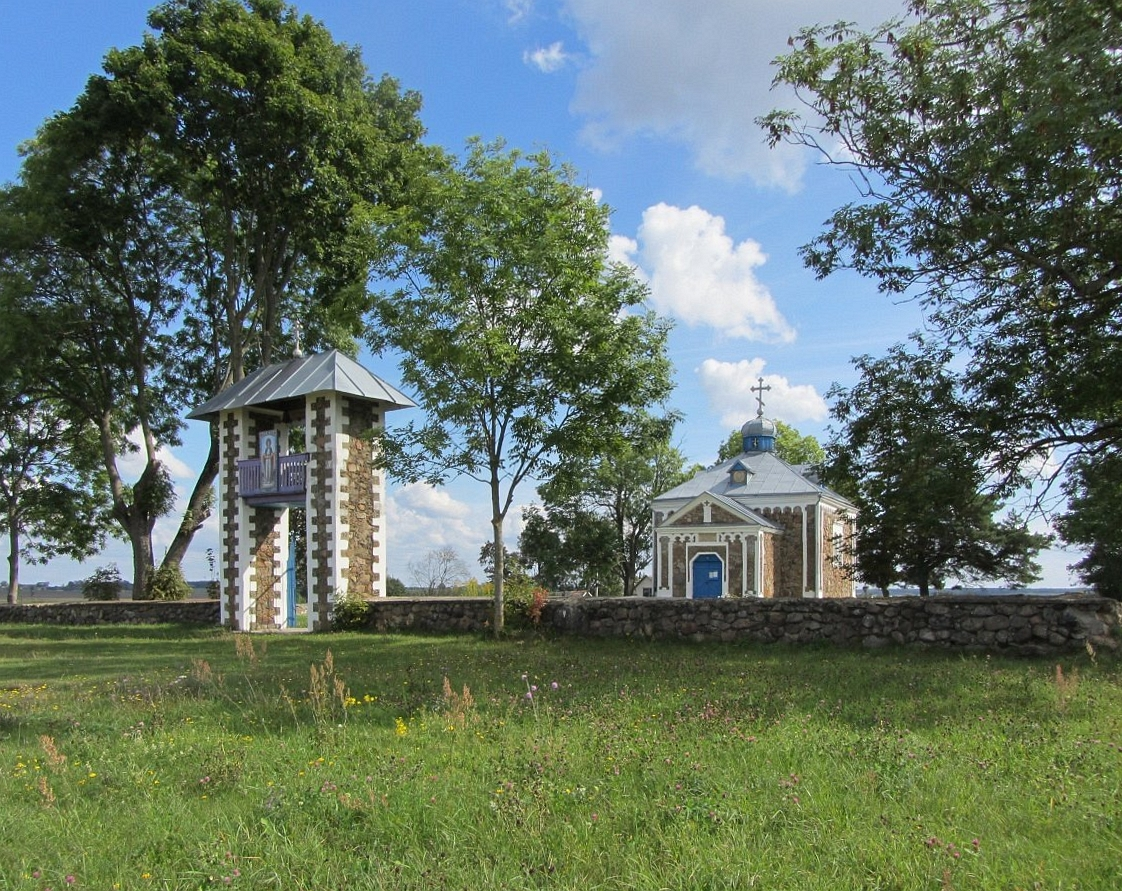
Покровская церковь
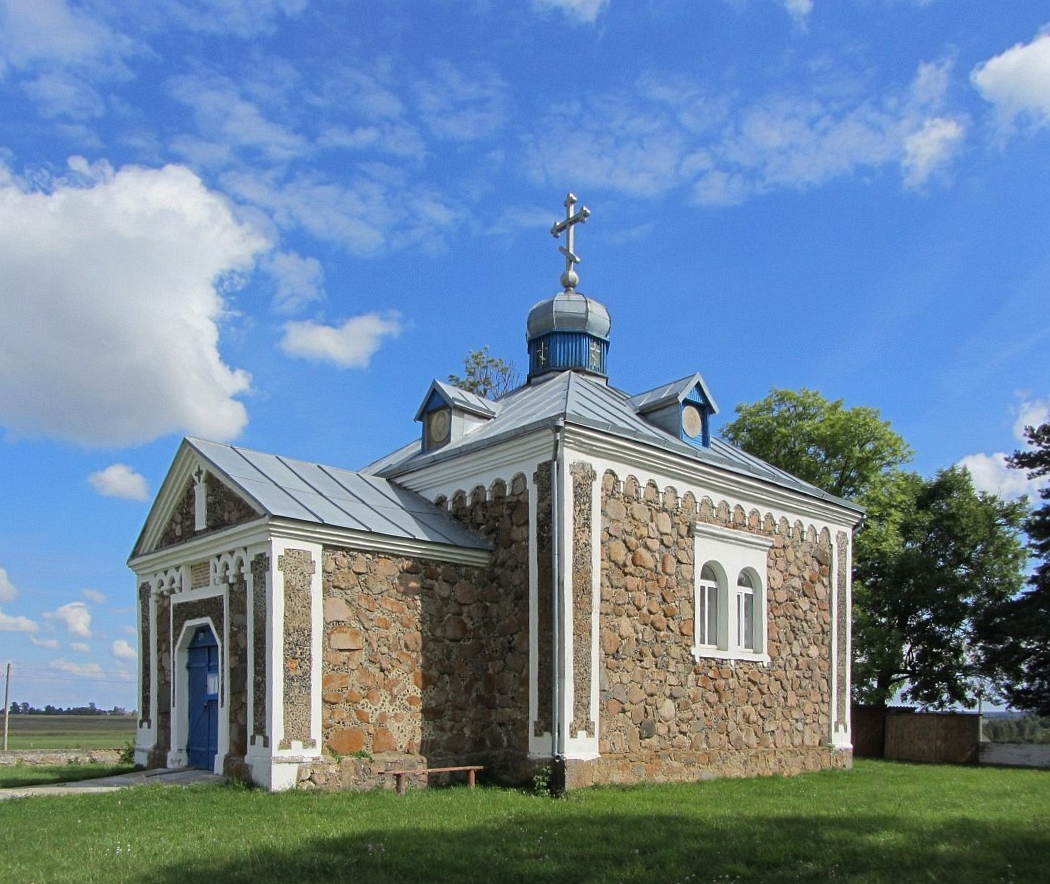
Покровская церковь
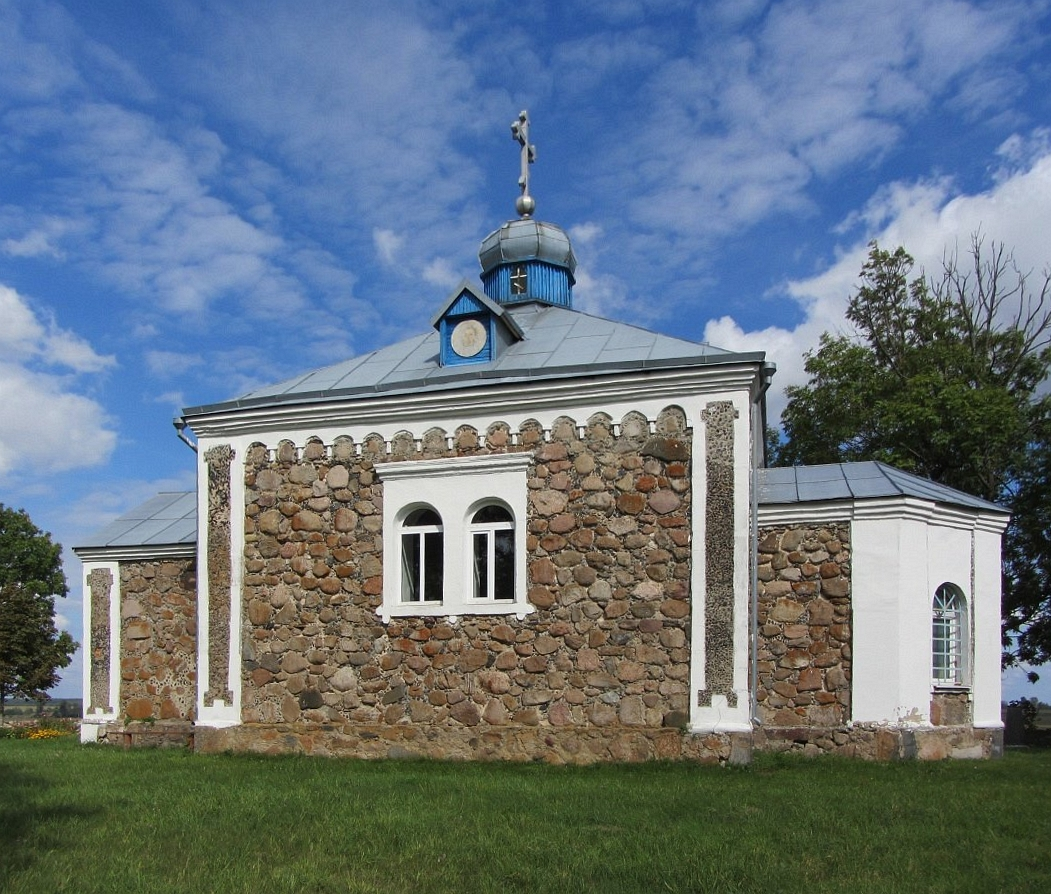
Покровская церковь
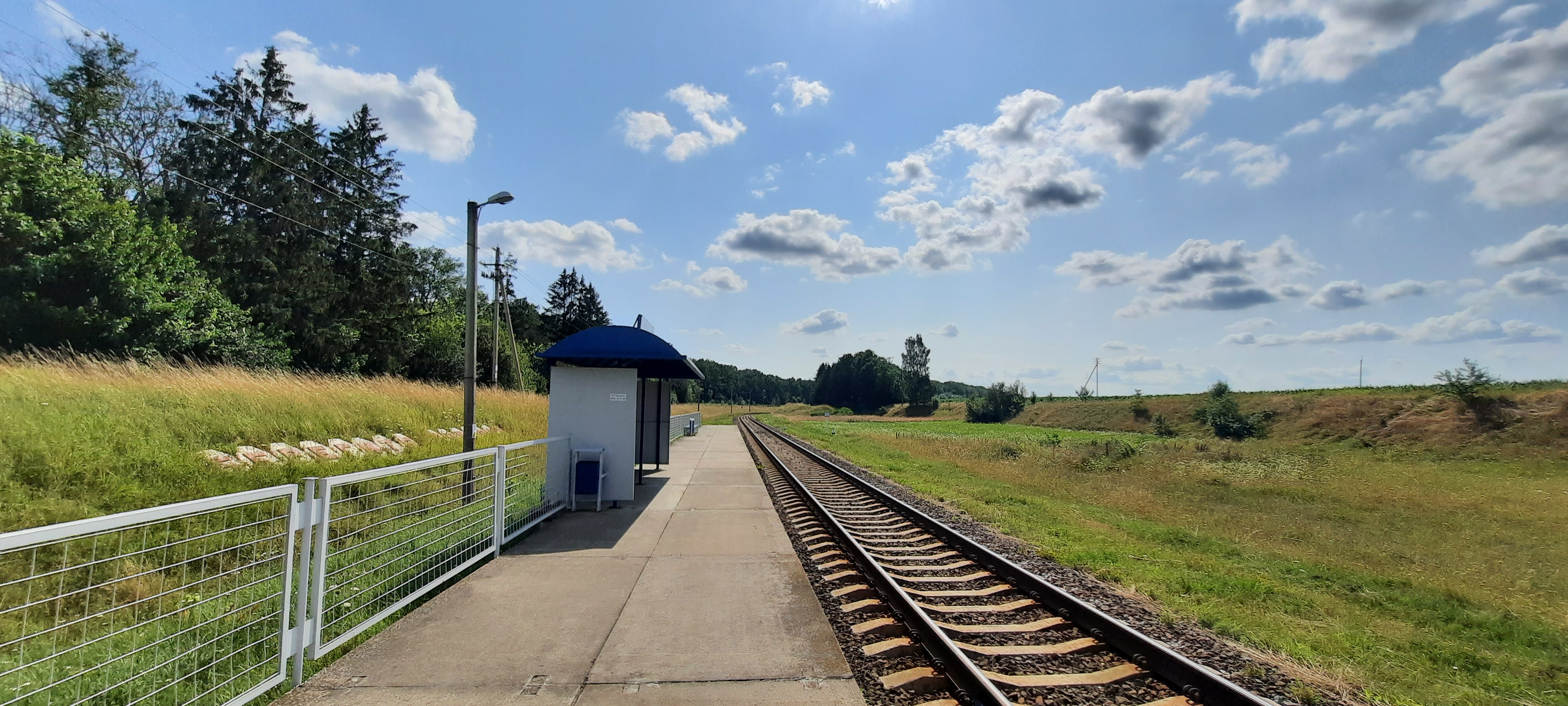
Ж/д остановочный пункт Князиковцы